# ティエリ・ジレ
ティエリ・ジレ（Thierry Gillet、香港表記:紀禮、1969年12月20日 - ）は、フランス騎手協会の事務局長および元騎手。出生地はフランス・メーヌ＝エ＝ロワール県。

## 来歴

### 騎乗歴
14歳のころにメゾンラフィットにある騎手学校に入り、1986年ごろに騎手デビューを果たした。1995年に重賞競走初勝利を挙げたが、長い間大レースの勝ち鞍はなかった。
2001年、クリテリウム・アンテルナシオナルをアクトワンに騎乗して制し、G1競走初勝利を挙げた。
2003年、バゴの主戦騎手となり、その後同馬とのコンビでG1競走を5勝した。
2009年、体重の調整が困難になったことを理由に39歳で騎手を引退することを4月16日に発表する。そして騎手引退後の5月よりフランス騎手協会の事務局長に就任した。

### 日本への遠征歴
2003年、エリザベス女王杯に出走するタイガーテイルとともに初めて日本へ遠征し、中央競馬初騎乗となった11月16日の2歳未勝利戦ではエイユーフォーラムに騎乗して9着となり、同日のエリザベス女王杯では10番人気ながら3着となった。さらに当年のジャパンカップにもタイガーテイルとともに参戦して6着となった。
2005年にはジャパンカップでバゴに騎乗して8着、2006年もフリードニアに騎乗してジャパンカップに参戦したが7着だった。
|                    | 日付           | 競馬場・開催・レース   | 競走名           | 格     | 馬名               | 頭数   | 人気   | 着順   |
| ------------------ | -------------- | ---------------------- | ---------------- | ------ | ------------------ | ------ | ------ | ------ |
| 初騎乗             | 2003年11月16日 | 第5回京都4日目2レース  | 2歳未勝利        | -      | エイユーフォーラム | 10頭   | 9      | 9着    |
| 初勝利             | 未勝利         | 未勝利                 | 未勝利           | 未勝利 | 未勝利             | 未勝利 | 未勝利 | 未勝利 |
| 重賞およびGI初騎乗 | 2003年11月16日 | 第5回京都4日目11レース | エリザベス女王杯 | GI     | タイガーテイル     | 15頭   | 10     | 3着    |
| 重賞およびGI初勝利 | 未勝利         | 未勝利                 | 未勝利           | 未勝利 | 未勝利             | 未勝利 | 未勝利 | 未勝利 |

## おもな騎乗馬
G1競走優勝馬（騎乗時）
- アクトワン（2001年クリテリウム・アンテルナシオナル）
- バゴ（2003年クリテリウム・アンテルナシオナル、2004年ジャンプラ賞、パリ大賞典、凱旋門賞、2005年ガネー賞）
- スウィートストリーム（2004年ヴェルメイユ賞）
- フルオブゴールド（2007年クリテリウムドサンクルー）